# Rajec
Rajec (njem. Rajetz) je grad u sjevernoj Slovačkoj upravno pripada  Okrugu Žilina.

## Zemljopis
Rajec leži na nadmorskoj visini od 452 metra, zauzima površinu od 31.459 km2. Nalazi se između planina Strážovské vrchy i Male Fatre u dolini rijeke Rajčanke. Od glavnog grada okruga Žiline udaljen je 20 km. 

## Povijest
Prvi pisani zapis o Rajecu je iz 1193. kao Raich, u dokumentu koje izdaje Bela III. Prvi spomen Rajeca kao grada je iz 1397.

## Stanovništvo
| Godina:     | 1993. | 2003.   | 2013.   | 2023.   |
| ----------- | ----- | ------- | ------- | ------- |
| Broj ljudi: | 6358  | 6075    | 5889    | 5777    |
| Razlika:    |       | -4,45 % | -3,06 % | -1,90 % |

| Godina:     | 2022. | 2023.   |
| ----------- | ----- | ------- |
| Broj ljudi: | 5818  | 5777    |
| Razlika:    |       | -0,70 % |

Prema popisu stanovništva iz 2002. godine grad je imao 6074 stanovnika.
Slovaci su gotovo jedino stanovništvo i čine 98,86 % stanovništva, postoji i mala zajednica Čeha koji čine 0,68 % stanovništva grada. Prema religijskoj pripadnosti najviše je rimokatolika 92,79 %, ateista ima 3,42 %, a luterana 1,89 %.

## Vanjske poveznice
- Službena stranica grada

## Ostali projekti
|  | Zajednički poslužitelj ima još gradiva o temi Rajec |